# Marc Schuilenburg
Marc Schuilenburg (1971) is een Nederlands filosoof en jurist. Hij doceert aan de afdeling Strafrecht en Criminologie van de Vrije Universiteit Amsterdam en aan de afdeling Criminologie van de Erasmus Universiteit. In 2012 promoveerde hij in de sociale wetenschappen op het proefschrift ‘Orde in veiligheid. Een dynamisch perspectief’.

## Studie en werk
Schuilenburg studeerde filosofie en rechten aan de Erasmus Universiteit Rotterdam. Hij werkte zes jaar voor het Openbaar Ministerie voordat hij in dienst kwam bij de Vrije Universiteit. Zijn proefschrift ‘Orde in veiligheid’ is een filosofische studie naar samenwerkingsverbanden van publieke en private partijen. Hij stelt hierin dat de beveiliging van onze samenleving niet zozeer door de overheid wordt uitbesteed, maar wel enorm is uitgebreid. In 2014 ontving hij de Willem Nagelprijs van de Nederlandse Vereniging voor Criminologie voor ‘Orde in veiligheid.’ Hij was visiting professor in onder meer New York (John Jay College) en in Ipswich (University Campus Suffolk).

## Publicaties
Schuilenburg schrijft over veiligheid, filosofie en populaire cultuur. Met Alex de Jong schreef hij in 2006 ‘Mediapolis. Populaire cultuur en de stad’. Hierin lieten zij zien hoe de populaire cultuur van popmuziek, games en films steeds meer invloed heeft op onze leefomgeving en ons leven. Onder zijn (co-)redactie verschenen onder meer ‘Positive Criminology’ (2014), De nieuwe ‘Franse filosofie’ (2011) en ‘Deleuze compendium’ (2009).
In 2015 verscheen ‘The Securitization of Society: Crime, Risk, and Social Order’. Dit boek is een bewerking van zijn proefschrift ‘Orde in veiligheid’. De socioloog David Garland schreef hiervoor het voorwoord.
- Mediapolis. Populaire cultuur en de stad, Alex de Jong & Marc Schuilenburg, 2006, 010-Publishers, ISBN 9789064506338
- Orde in veiligheid. Een dynamisch perspectief, Marc Schuilenburg, 2012, Boom Juridische uitgevers, ISBN 9789059318816
- The Securitization of Society: Crime, Risk, and Social Order (With an Introduction by David Garland), Marc Schuilenburg, 2015, New York University Press, ISBN 9781479854219

- Bibsys: 7022658
- Bibliothèque nationale de France: cb169921214 (data)
- CiNii: DA19849588
- Gemeinsame Normdatei: 1030130752
- International Standard Name Identifier: 0000 0000 4490 8775
- Library of Congress Control Number: no2007022058
- Nationale Bibliotheek van Israël: 987007339378605171
- Nederlandse Thesaurus van Auteursnamen: 298812371
- Système universitaire de documentation: 127168125
- Virtual International Authority File: 73626206
- WorldCat: E39PBJjdkYCKfKBmTyt4gwqRKd